# Kay Saunders
Kay Saunders   (Brisbane, 1947) és una historiadora australiana i professora emèrita de la Universitat de Queensland.
Saunders va néixer a Brisbane, Queensland (Austràlia) el 1947. Es va graduar amb una llicenciatura (BA, 1970) i un doctorat (Phd, 1975) a la Universitat de Queensland (UQ). Va ser empleada per la Universitat de Queensland al llarg de la seva carrera acadèmica, primer com a tutora, i després va passar progressar fins a ser professora d'història (2002-2005). Després de la seva jubilació el 2006, va ser nomenada professora emèrita.

## Honors i reconeixements
Saunders va ser nomenada membre de l'Orde d'Austràlia el 1999, i va ser ascendida a Oficial en el 2021 Australia Day Honors per «servei distingit a l'educació terciària, particularment a la història, com a acadèmica i autora, a les associacions professionals i a la comunitat».

## Obres seleccionades
- Saunders, Kay. Workers in bondage: The origins and bases of unfree labour in Queensland, 1824-1916 (en anglès).  University of Queensland Press, 1982.
- Saunders, Kay; Daniels, Roger. Alien justice: Wartime internment in Australia and North America (en anglès).  University of Queensland Press, 2000. ISBN 978-0-7022-2991-6.
- Saunders, Kay. Notorious Australian women (en anglès).  HarperCollins Publishers, 2011. ISBN 978-0-7333-2832-9.
- Saunders, Kay. Deadly Australian women (en anglès).  HarperCollins Publishers, 2013. ISBN 978-0-7304-9375-4.